# سن-آندره-دو-لاک-سن-ژان، کبک
سن-آندره-دو-لاک-سن-ژان (به فرانسوی: Saint-André-du-Lac-Saint-Jean) روستایی در منطقه شهری لو دومن-دو-روآ ناحیه سگونه-لاک-سن-ژان در استان کبک کانادا است. در سرشماری سال ۲۰۱۱ این روستا ۵۲۳ نفر جمعیت داشته‌است و مساحت آن ۱۵۷٫۷۵ کیلومتر مربع است.